# وایت لیک (داکوتای جنوبی)
وایت لیک(به انگلیسی: White Lake) شهری در South Dakota کشور United States است که جمعیت آن در سرشماری سال ۲۰۱۰ میلادی، ۳۷۲ نفر بوده‌است.